# Tauj
Tauj (rusky Тауй) je řeka v Chabarovském kraji a v Magadanské oblasti v Rusku. Je dlouhá 378 km. Plocha povodí měří 25 900 km². Na velké části toku se nazývá Kava (rusky Кава).

## Průběh toku
Ústí do Amachtonského zálivu Taujského zálivu Ochotského moře.

### Přítoky
Největším přítokem je zleva Čelomdža.

## Vodní režim
Zdrojem vody jsou sněhové a dešťové srážky. Průměrný roční průtok vody ve vzdálenosti 36 km od ústí činí 350 m³/s. Zamrzá ve druhé polovině října a rozmrzá ve druhé polovině května.
Vodní doprava je možná na dolním toku. Řeka je místem tření lososů.